# 元朝藩王列表
元朝的封藩非常复杂，主要包括三部分：
- 草原兀鲁斯[註 1]，在蒙古草原到中亚，分封诸王的领地，主要在岭北行省、辽阳行省，西北诸王在蒙古帝国内战後蜕化为四大汗国[註 2]。
- 五户丝食邑，诸王后妃公主驸马在汉地的食邑，分封者一般不驻食邑，不干涉食邑的民政，当地居民承担对诸王的贡赋，诸王的王号一般说明他的食邑的位置。
- 宗王出镇，宗王出镇地方边疆，一般是军事性质，多数为战时事务型，也有世镇某地，比如云南王、梁王镇守云南行省。地方行政以行省官员为主，所以元朝仍是一个中央集权的朝代。

以下的列表列出元朝所有的藩王，关于四大汗国的可汗，请参考蒙古汗国君主列表。

## 铁木真叔父答里台的后裔

### 宁海王
为金印驼纽王。
- 阔阔出，成吉思汗伯父答里台之孙。
- 亦思蛮，阔阔出之孙。
- 八都儿，亦思蛮之弟。
- 阿海，亦思蛮次弟。

### 宣靖王
封地不详，为金镀银印驼纽王。
- 买奴，成吉思汗叔答里台斡惕赤斤后裔，泰定三年（1326年）封。后进封益王。

### 益王
为金印兽纽王。
- 买奴，迭立台后裔，至元二年（1336年）由宣靖王进封。
- 浑都帖木儿，买奴之子。

## 铁木真二弟合撒儿的后裔

### 淄川王
为金印螭纽王。
- 搠只哈撒儿，成吉思汗之弟。
- 也苦

### 齐王
为金印兽纽王。
- 失烈门，窝阔台之孙，约1258年薨。
- 八不沙，搠只哈撒尔后裔，大德十一年三月丁丑（1307年4月5日）封。
- 玉龙帖木儿，搠只哈撒尔后裔，约于延祐三年（1316年）由恩王改封。
- 月鲁帖木儿，玉龙帖木儿之子，泰定三年七月己未（1326年8月25日）袭封，天历二年正月甲子（1329年2月5日）薨。

### 保恩王
封地不详，为金印螭纽王。
- 玉龙帖木儿，延祐三年（1316年）封，后进封恩王。

### 恩王
为金印兽纽王。
- 玉龙帖木儿，搠只哈撒后裔，由保恩王进封。
- 月鲁帖木儿，玉龙帖木儿之子，延祐六年（1319年）封。

## 铁木真三弟哈赤温的后裔

### 济南王
- 按赤台，哈赤温之子。
- 也只里，按赤台之孙。
- 胜纳哈儿，忽剌出之子。

### 陇王
- 忽剌出，哈赤温之曾孙，按赤台之孙。

### 济王
为金印兽纽王。
- 朵列纳，合赤温之后，大德十一年三月丁丑（1307年4月15日）封，皇庆元年（1312年）改封吴王。

### 吴王
为金印兽纽王。
- 朵列纳，哈赤温之后，皇庆元年（1312年）由济王改封。
- 泼皮，朵列纳之子，天历三年（1330年）徙封济阳王。
- 木南子，哈赤温之孙，忽剌忽儿之子，天历三年（1330年）由济阳徙封。
- 搠思坚，木南子之子。
- 朵尔赤，搠思坚之子，即《明史》中的朵耳只。

### 济阳王
为金印螭纽王。
- 木南子，至顺元年（1330年）进封吴王。
- 泼皮，至顺元年（1330年）由吴王徙封。

## 铁木真四弟铁木哥斡赤斤的后裔

### 寿王
为金印兽纽王。
- 脱里出，帖木哥斡赤斤之子。
- 乃蛮带，帖木哥斡赤斤长子斡端之孙。至大元年（1308年）封。

### 辽王
封地不详，为金印兽纽王。
- 脱脱，帖木哥斡赤斤之子，延祐三年（1316年）封。
- 牙纳失里，脱脱之子，天历二年（1329年）封。

## 别里古台后裔
广宁王
为金印螭纽王。
- 爪都，别而古台之孙，中统三年（1262年）封，至元十三年（1276年）赐印。
- 彻里帖木儿，君云不花之孙。
- 按浑察，彻里帖木儿之子，至顺元年（1330年）封，至正十三年（1353年）薨。
- 浑都帖木儿，按浑察次子。
- 帖木儿不花，浑都帖木儿的兄弟，至正十四年（1354年）袭封。

## 术赤后裔

### 金帐汗国
金帐汗国、白帐汗国、蓝帐汗国、大帐汗国

### 宁肃王
金帐汗国第六任汗，为金印驼纽王。
- 脱脱，术赤之子拔都后裔。至大元年（1308年）封，次年赐印。

## 察合台后裔

### 察合台汗国
察合台汗国、西察合台汗国、东察合台汗国、叶尔羌汗国

### 越王
封地不详，为金印兽纽王。
- 秃剌，察合台的后裔，大德十一年（1307年）从元仁宗平内难有功封，至大二年（1309年）以怨望诛。
- 阿剌答失里，秃剌之子，天历二年（1329年）封。

### 威远王
为金印驼纽王。
- 巴都帖木儿，察合台后裔，至治三年（1323年）封。
- 阿只吉，察合台后裔。

### 豳王家族

#### 肃王
为金印兽纽王。
- 宽彻，察合台后裔，天历二年（1329年）封。
- 纳忽里，察合台后裔。

#### 西宁王
为金印螭纽王。
- 忽答里迷失，察合台后裔，天历二年（1329年）封。
- 速来蛮，至顺元年（1330年）封。
- 牙罕，速来蛮之子。

#### 威武西宁王
为金印驼纽王。
- 出伯，察合台之后，大德八年十二月（1305年1月）封，十一年（1307年）进封豳王。
- 纳忽里，后进封豳王。
- 阿哈伯
- 亦里黑赤，阿哈伯之子，泰定元年（1324年）袭封。

#### 豳王
为金印兽纽王。
- 出伯，察合台之后，大德十一年（1307年）由威武西宁王进封。
- 喃忽里，出伯之子，至大元年十一月乙丑（1308年11月23日）袭封。
- 忽塔的迷失
- 不颜帖木儿
- 嵬厘
- 亦怜真

## 太宗后裔

### 汝宁王
为金印螭纽王。
- 察八儿，海都之子，延祐二年（1315年）封。
- 完者帖木儿，察八儿之子。
- 忽剌台，完者帖木儿之子，泰定元年（1324年）袭封。

### 汾阳王
封地不详，为金印驼纽王。
- 别帖木儿，窝阔台次子阔端后裔，延祐四年（1317年）封。

### 荆王
为金印兽纽王。
- 也速不坚，即也速尔不干，窝阔台次子阔端后裔。泰定元年（1324年）封。
- 脱脱木儿，也速不坚之子，至元元年（1336年）袭封。
- 脱火赤，也速不坚次子。
- 答儿麻失里

### 靖远王
为金镀银印龟纽王。
- 合赞，窝阔台第三子阔出后裔，至元二十七年（1290年）封。

### 襄宁王
为金印驼纽王。
- 阿鲁灰，阔出之子失烈门之孙。
- ，阿鲁灰之侄，至大二年（1309年）封。

### 陇王
为金印兽纽王。
- 火郎撒，窝阔台第六子合丹之后，至大元年（1308年）封。
- 忽鲁歹，火郎撒之子。
- 忻都察，火郎撒之孙。

### 阳翟王
为金印螭纽王。
- 秃满，窝阔台第七子灭里的曾孙，至大元年（1308年）封。
- 曲春
- 太平，秃满兄弟爱牙赤之子，泰定元年（1324年）封。
- 帖木儿赤，曲春之子。
- 阿鲁辉帖木儿，帖木儿赤长子，至正二十一年（1361年）诛。
- 忽都鲁帖木儿，阿鲁辉帖木儿之弟，至正二一年（1361年）袭封。

### 南平王
为金镀银印驼纽王。
- 秃鲁，禾忽之子，至元九年（1272年）赐印。

## 睿宗后裔

### 元宪宗后裔

#### 卫安王
为金印驼纽王。
- 完泽，蒙哥第三子玉龙答失次子，大德九年（1305年）封，至大三年（1310年）进封卫王。

#### 卫王
为金印兽纽王。
- 完泽，蒙哥第三子玉龙答失之子。至大三年（1310年）由卫安王进封。
- 彻彻秃，完泽之子。
- 宽彻哥

#### 郯王
为金印兽纽王。
- 彻彻秃，完泽之子，玉龙答失之孙，元宪宗蒙哥之曾孙。至顺二年（1331年），由武宁王进封郯王，换兽纽金印。

#### 河平王
封地不详，为金印驼纽王。
- 昔里吉，蒙哥第四子，至元五年（1268年）封。

#### 嘉王
封地不详，为金印兽纽王。
- 晃火帖木儿，蒙哥第四子昔里只之子，延祐五年（1318年）封，后徙封并王火儿忽。

#### 并王
为金印兽纽王。
- 晃火帖木儿，蒙哥之子昔里吉次子，泰定二年（1325年）由嘉王徙封。

### 阿里不哥后裔

#### 定远王
为金镀银印龟纽王。
- 药木忽儿，大德三年（1299年）封，后改封威定王。

#### 威定王
封地不详，为金印驼纽王。
- 药木忽尔，阿里不哥次子，大德九年（1305年）由定远王徙封。

#### 定王
封地不详，为金印兽纽王。
- 药木忽儿，阿里不哥次子，至大元年（1308年）由定远王进封。
- 薛彻干，药木忽儿之子，至治三年（1323年）封。
- 察里台，薛彻干之子，泰定四年（1327年）封。

#### 冀王
为金印兽纽王。
- 孛罗，阿里不哥之孙，延祐四年（1317年）由镇宁王进封。

#### 镇宁王
为金印驼纽王。
- 孛罗，乃剌忽不花次子，大德十年（1306年）封，后进封冀王。
- 那怀，阿里不哥第四子拉干失干之子，至治三年（1323年）封。

### 拨绰后裔

#### 镇远王
为金镀银印龟纽王。
- 牙忽都，至元二十七年（1290年）封，大德十一年（1307年）进封楚王。
- 脱列帖木儿，大德十一年（1307年）袭封。
- 也不干，至治三年（1323年）封。

#### 楚王
封地不详，为金印兽纽王。
- 牙忽都，拨绰之孙，大德十一年十一月癸亥（1307年11月27日）由镇远王进封，至大三年（1310年）薨。
- 朵列帖木儿，牙忽都之子，至大三年袭封，延祐三年（1316年）废黜，天历二年复封。
- 八都儿，朵列帖木儿之子。
- 燕帖木儿，八都儿长子。

### 末哥后裔

#### 永宁王
封地不详，为金印驼纽王。
- 卜颜帖木儿，拖雷第九子末哥之曾孙。

## 阔列坚后裔

### 河间王
为金印驼纽王。
- 忽察，阔列坚之子。
- 兀古带，阔列坚之孙，至元二年（1265年）封。
- ，兀古带长子。

### 安定王
为金印驼纽王。
- 脱欢，阔列坚后裔，皇庆二年（1313年）封。
- 朵儿只班，脱欢之子。

## 世祖后裔

### 燕王
金印兽纽王。
- 真金，忽必烈次子，中统三年十二月甲寅（1262年1月13日）册封，至元十年三月（1273年3月）封为皇太子。
- 阿剌忒达纳，元文宗子，天历三年三月戊午（1330年3月26日）册封，同年十二月（1331年1月）封为皇太子。

### 晋王
为金印兽纽王。
- 甘麻剌，元裕宗长子，至元二十九年（1292年）由梁王改封，出镇大斡耳朵，大德六年（1302年）薨，谥“献武”，追赠庙号“显宗”。
- 也孙铁木儿，甘麻剌长子，大德六年（1302年）袭封，至治三年（1323年）立为皇帝，即泰定帝。
- 八的麻亦儿间卜，泰定帝次子，泰定元年（1324年）封，天历元年（1328年）陨于上都。

### 怀宁王
为金印螭纽王。
- 海山，元顺宗答剌麻八剌长子，大德八年（1304年）封，大德十一年（1308年）即皇帝位，即元武宗。

### 魏王
为金印兽纽王。
- 阿木哥，元顺宗长子。
- 孛罗帖木儿，阿木哥第四子。
- 孛颜帖木儿，阿木哥次子奈剌忽不花长子。

### 周王
封地不详，为金印兽纽王。
- 和世梀，元武宗长子，延祐二年（1315年）封，天历元年（1328年）立为皇帝，即元明宗。

### 怀王
为金印兽纽王。
- 脱脱木儿，即元文宗，泰定元年（1324年）封，天历元年（1328年）登基。

### 湘宁王
为金印螭纽王。
- 迭里哥儿不花，忽必烈孙甘麻剌第三子，大德十一年（1307年）封北宁王，至大二年（1309年）改封湘宁王。
- 八剌失里，迭里哥儿不花之子，至治三年（1323年）袭封。

### 安西王
为金印螭纽王。
- 忙哥剌，忽必烈第三子，至元九年（1272年）封，至元十年（1273年）进封秦王。
- 阿难答，忙哥剌长子，至元十七年（1280年）袭封，大德十一年（1307年）诛。
- 月鲁帖木儿，阿难答之子，至治三年（1323年）封

### 秦王
- 忙哥剌，至元十年（1273年）由安西王晋封秦王，至元十七年（1287年）薨。
- 按檀不花
- 阿难答

### 北安王
封地不详，为金印螭纽王。
- 那木罕，忽必烈第四子，至元十九年（1282年）赐印，大德五年（1301年）薨，延祐七年（1320年）赐谥昭定。
- 傅秃归

### 云南王
为金印驼纽王。
- 忽哥赤，忽必烈第五子，至元四年（1267年）封，十七年赐印。
- 也先帖木儿，忽哥赤子，至元十七年（1280年）袭封，曾为营王。
- 老的，火鲁赤后裔，至大二年（1309年）封。
- 王禅，延祐七年（1320年）封，泰定元年（1324年）进封梁王。
- 阿鲁，也先帖木儿第三子。
- 孛罗，阿鲁之子。
- 帖木儿不花，王禅之子，泰定元年（1324年）袭封。

### 梁王
为金印兽纽王。
- 甘麻剌，元裕宗长子，至元二十七年十月壬申（1290年11月5日）封，出镇云南，二十九年（1292年）改封晋王。
- 松山，甘麻剌次子，至元三十年七月己未（1293年8月8日）封，以皇曾孙出镇云南。
- 王禅，松山之子，泰定元年十一月丁丑（1324年11月21日）由云南王进封，天历元年（1328年）帅师与太平王燕帖木儿战于柳林，兵败见杀。
- 孛罗，雲南王忽哥赤之孙、阿鲁之弟，至正十五年由云南王进封。
- 把匝剌瓦尔密，孛罗之子，北元時的梁王，鎮守雲南，洪武十四年十二月壬申（1382年1月6日）不敵明軍败走普宁而自杀。

### 营王
为金印兽纽王。
- 也先帖木儿，忽哥赤之子，至大元年正月己酉（1308年3月12日）由云南王进封。

### 西平王
封地不详，为金镀银印驼纽王。
- 奥鲁赤，忽必烈第七子，至元六年（1269年）封。
- 八剌马，奥鲁赤次子。
- 鞏卜班，八剌马之子

### 豫王
封地不详，为金印兽纽王。
- 阿忒思纳失里，斡鲁赤之后，天历元年（1328年）由西安王进封。

### 镇西武靖王
封地不详，为金镀银印驼纽王。
- 铁木儿不花，奥鲁赤长子，大德元年（1297年）封。
- 搠思班，铁木儿不花之子。
- 卜纳剌

### 肃远王
封地不详，为金镀银印龟纽王。
- 帖木儿不花，忽必烈第七子奥鲁赤长子，至元二十八年（1291年）封，随后封镇西武靖王。

### 凉王
- 党兀巴，至元六年（1340年）追封凉王，谥忠烈。

### 宁王
封地不详，为金印兽纽王。
- 阔阔出，忽必烈第八子，大德十一年六月己未（1307年7月26日）由宁远王进封。
- 薛彻秃，阔阔出长子，皇庆二年由宁远王袭封。
- 阿都赤，阔阔出次子。
- 旭灭该，阿都赤子。

### 镇南王
封地在今云南省境内，为金印螭纽王。
- 脱欢，忽必烈第九子，至元二十一年（1284年）封，大德五年（1301年）薨。
- 老章，脱欢长子，大德五年袭封。
- 脱不花，老章之弟。
- 帖木儿不花，脱不花之弟，泰定三年（1326年）封镇南王，天历二年（1329年）改封宣让王。
- 孛罗不花，脱不花之子，天历二年（1329年）封。

### 威顺王
封地不详，为金印螭纽王。
- 宽彻不花，脱欢之子，泰定三年（1326年）封，至正十六年（1356年）薨。

### 宣让王
封地不详，为金印螭纽王。
- 帖木儿不花，天历二年（1329年）由镇南王改封。

### 文济王
封地不详，为金印螭纽王。
- 蛮子，脱欢次子，元统二年（1334年）封。
- 不花帖木儿，蛮子之子，至正十三年（1353年）袭封。

### 义王
封地不详，为金印兽纽王。
- 和尚，宽彻不花之子。

### 益王
封地不详，为金印兽纽王。
- 脱古思帖木儿，妥懽贴睦尔次子，爱猷识理达腊之弟，1378年即位蒙古大汗。

## 异姓王

### 昌王
亦乞烈部，封地不详，为金印兽纽王。
- 孛秃，先后尚成吉思汗妹帖木伦公主、女果真公主，追封昌王，谥忠武。
- 琐儿哈，孛秃之子，尚窝阔台子阔出之女安秃公主，袭封昌王，谥武定。
- 扎忽尔陈，琐儿哈之子，尚成吉思汗次弟哈赤温之子安赤台女也孙真公主，袭封昌王，谥忠靖。
- 忽怜驸马，扎忽尔陈长子，先后尚元宪宗女伯牙伦公主，孙女不兰奚公主，袭封昌王，谥忠宣。
- 阿失驸马，忽怜之子，先后尚撒儿塔陈公主、元成宗女益里海涯公主、元宪宗孙女买的公主。至大元年（1308年）封。
- 八剌失里驸马，阿失之子，尚烟和牙公主。
- 沙蓝朵儿，由懿德王进封。

### 凉王
为金印兽纽王。
- 搠思吉朵儿只，星吉之祖父，唐兀人，由代国公进封。

### 兖王
为金印兽纽王。
- 买住韩，特薛禅远裔，尚拜答沙公主。至大三年（1310年）封。
- 汪家奴，不属皇室，至正二十六年（1366年）追封，谥忠靖。
- 兀都带，安童之子，由东平王进封。

### 西宁王
为金印螭纽王。
- 忻都，畏兀部人。

### 阳翟王
- 揬马哈儿，伯颜曾祖，追封，谥敬简，元统二年（1334年）改为淮阳王。

### 秦王
- 伯颜

### 鄃王
为金印兽纽王。
- 聂古䚟驸马，汪古部人，阿剌兀思剔吉忽里之侄孙，尚拖雷女独木干公主，由北平王进封。
- 拙忽难驸马，阿剌兀思剔吉忽里次子拜哈之第二子爱不花之第四子，至大元年封。

### 齐王
- 王保保，逃往上都的元惠宗封王保保为齐王。

### 趙王
汪古部，为金印兽纽王。
- 主忽驸马，即拙忽难驸马，至大元年（1308年）封。
- 阿鲁秃，延祐元年（1314年）封。
- 马札罕驸马，君不花长子囊家台之子，泰定元年（1324年）封。
- 孛要合，阿剌忽思剔吉忽里次子。
- 爱不花，孛要合之子。尚忽必烈女月烈公主。
- 君不花，孛要合长子。尚元定宗女叶里迷失公主。
- 阔里吉思，爱不花长子。先后尚甘麻剌之女忽答的美实公主、元成宗女爱牙失里公主。
- 囊家台，君不花长子，尚亦怜真公主。谥忠烈。
- 乔怜察，囊家台之弟，尚回鹘公主。谥康禧。
- 术安驸马，阔里吉思之子，尚甘麻剌之女阿剌的剌八剌公主。

### 鲁王
弘吉剌部，封地全宁路，食邑济宁路，为金印兽纽王。
- 蛮子台驸马，成吉思汗岳父特薛禅的曾孙，由济宁王进封。先后娶元世祖女囊加真公主、元裕宗女喃哥不剌公主。
- 阿不歹驸马，即琱阿不剌，桑哥八剌兄，大德十一年（1307年）袭封。尚祥哥剌吉公主。
- 阿里加失立，蛮子台兄帖木儿之孙，至大四年（1311年）袭封。尚朵儿只班公主。
- 桑哥八剌驸马，特薛禅曾孙帖木儿次子，元统二年（1334年）袭封。尚普纳公主。
- 马某沙
- 安童，木华黎五世孙，由东平王进封。
- 乃蛮台。木华黎第六孙阿里乞孙之孙，先为宣宁郡王，后袭封国王，追封鲁王。
- 按陈，特薛禅之子。
- 斡陈，按陈长子。尚元睿宗女也速不花公主。

### 冀王
- 忽速忽尔，木华黎子孛鲁末子阿里乞失之子，追封冀王。
- 亦怜真，怯烈氏，追封冀王，谥忠定。
- 别尔怯不花，燕只吉䚟氏，追封冀王，谥忠宣。

### 永宁王
- 卯泽，尚完者台公主，至顺元年（1330年）封。

### 汝阳王→梁王
- 阿鲁温，乃蛮台之子，追封颍川王察罕帖木儿之父，至正二十二年之後由汝阳王进封。

### 河南王→齐王
- 王保保，1365年封为河南王，1368年封为齐王。

### 瀋王
| 代數 | 姓名          | 蒙古名       | 在位                  | 與前任關係                    | 備註                     |
| ---- | ------------- | ------------ | --------------------- | ----------------------------- | ------------------------ |
| 1    | 王璋 （王謜） | 益知禮普花   | 1307年或1308年—1316年 | —                             | 即高麗忠宣王             |
| 2    | 王暠          | 完澤禿       | 1316年—1345年         | 王璋的侄兒 江陽公王滋之子     |                          |
| 3    | 王昕          | 八思麻朶兒只 | 1345年—1348年         |                               | 即高麗忠穆王             |
| 4    | 王㫝          | 迷思監朶兒只 | 1348年—1351年         |                               | 即高麗忠定王             |
| 5    | ？            | 脫脫不花     | 1354年—1376年         | 王暠的孫子 江陵大君王德壽之子 | 《高麗史》作「篤朶不花」 |

## 追封

### 古人
- 伍员，忠孝成惠显圣王，大德三年封
- 孔子，大成至圣文宣王，至大元年封
- 诸葛亮，威烈神显仁济王，至治二年封
- 吴芮，长沙文惠王，至治二年封
- 关羽，显灵义勇武安英济王，天历元年封
- 叔梁纥，启圣王，至顺元年封
- 李冰，圣德广裕英惠王，至顺元年封
- 李二郎（二郎神），英烈昭惠灵显仁裕王，至顺元年封
- 张飞，武义忠显英烈灵惠助顺王，后至元元年封
- 汪华，照忠广仁武烈灵显王，后至元元年封
- 周处，英文武惠正应王，后至元三年封
- 刘蕡，文节昌平王，至正十八年封

### 神灵
- 昆仑山，元极王，太祖十七年三月封
- 大盐池，惠济王，太祖十七年三月封
- 至元七年，大都路城隍庙，封神祐圣王，天历二年八月，加号护国保宁
- 回水窝渊圣广源王，至元十四年加封善佑崇山灵济照应王
- 卫辉路永清河神，洪济威惠王，至元二十一年加封
- 江渎，广元顺济王，至元二十八年二月封
- 河渎，灵源宏济王，至元二十八年二月封，至正十一年四月，加封灵神祐宏济王
- 淮渎，长源溥济王，至元二十八年二月封
- 济渎，清源善济王，至元二十八年二月封
- 东海，广德灵会王，至元二十八年二月封
- 南海，广利灵孚王，至元二十八年二月封
- 西海，广润灵通王，至元二十八年二月封
- 北海，广泽灵祐王，至元二十八年二月封
- 东镇沂山，元德东安王，大德二年二月封
- 南镇会稽山，昭德顺应王，大德二年二月封
- 西镇吴山，成彷永靖王，大德二年二月封
- 北镇医巫闾山，贞德广宁王，大德二年二月封
- 中镇霍山，崇德应灵王，大德二年二月封
- 大德三年，解州盐池神惠康王加封广济资宝王
- 泰定元年，加封广德路山神张真人为普济宁国路山神，广惠王号为福佑
- 建德路乌龙神，忠显灵泽普体孚惠王，泰定四年十月封
- 蒙山神，嘉惠昭应王，致和元年四月封
- 洞庭神，忠惠顺利灵济昭祐王，致和元年四月封

### 大臣
- 愛薛，至大元年，元仁宗追封其為「拂林王」，諡忠獻。

## 參见
- 秦楚之際諸侯王列表
- 西漢藩王列表
- 東漢藩王列表
- 三國藩王列表
- 晉朝藩王列表
- 十六國藩王列表
- 南朝藩王列表
- 北朝藩王列表
  - 元魏藩王列表
- 隋朝藩王列表
- 唐朝王爵列表
- 五代十国藩王列表
- 宋朝王爵列表
- 辽朝王爵列表
- 金朝王爵列表
- 明朝藩王列表
- 清朝亲王列表
- 清朝郡王列表
- 清朝藩王列表